# Prat d'en Rubera
L'ullal o prat d'en Rubera (també escrit Rovera) del Parc Natural dels Ports està constituït per un ullal d'origen càrstic i una extensa àrea de prats humits i aiguamolls especialment rics en comunitats vegetals eurosiberianes, localitzats al massís dels Ports, a prop del naixement del riu Matarranya. L'origen de l'ullal es deu a l'aigua de pluja que s'infiltra a les zones elevades del massís, circula posteriorment pels conductes càrstics i s'acumula en les zones menys permeables. Per acabar, aquest aqüífer intersecta amb una depressió de perfil subhoritzontal provocant el naixement de la deu. Aquesta zona natural ha estat modificada posteriorment i convertida en una bassa per abeurar el bestiar.

## Flora i fauna
Pel que fa a la vegetació, sota les aigües de la bassa on aflora l'ullal hi prosperen herbassars de botó d'or Ranunculus repens i algues del gènere Chara. Pels marges abunden els créixens (Rorippa nasturtium-aquaticum), Sparganium sp. i Senill Phragmites australis; així com herbassars de Carex flacca, C. Marvi, Equisetum sp., Potentilla reptans, Juncus articulatus, etc. L'àrea del prat és especialment rica en comunitats d'òptim eurosiberià. La presència pràcticament permanent d'aigua afavoreix el desenvolupament d'espècies vegetals com ara Carex hordeistichos, Ophioglossum vulgatum, Cirsium pyrenaicum i Cardamine impatiens. A més, el grau de nitrofília permet que una munió d'associacions s'hi aixopluguin. Es troben jonqueres de Junco-Menthetum longifoliae o del Cirsio-Juncetum inflexi (tolerant a una major depredació nitròfila) i, tot i que empobrides i quasi indestriables, comunitats de Jasonio-Tussilaginetum farfarae. Encara s'hi pot trobar el Ranunculo-Groenlandietum densae, si bé aquesta darrera comunitat s'acaba situant a l'interior del rierol que travessa el prat.
Pel que fa a la fauna, cal destacar que l'única espècie piscícola present a l'àrea és el barb cuaroig (Barbus haasi). L'ullal i el prat d'en Rubera es troben en una zona dels Ports de Beseit molt poc freqüentada i només es veu alterada pels usos ramaders de la zona, que difícilment poden accedir a l'interior de la bassa.

## Protecció
Aquest ullal i els prats humits que l'acompanyen es localitzen a l'interior del Parc Natural dels Ports, de l'espai del PEIN "els Ports" i de la Xarxa Natura 2000 ES514000 "Sistema prelitoral meridional".